# Joko - Invoca Dio... e muori
Joko - Invoca Dio... e muori è un film del 1968 diretto da Antonio Margheriti.

## Trama
Joko, Richie, Domingo e Mendoza architettano un piano per rubare dell'oro a dei banditi. Domingo, però, li tradisce rivelando ai banditi il tentativo di furto. Joko, Ricky e Mendoza vengono così scoperti durante la rapina: Mendoza muore mentre tenta di coprire la fuga dei suoi amici. Ricky fugge con l'oro ma viene catturato da cinque banditi e torturato nel tentativo di farsi rivelare dove doveva incontrarsi con Joko.
Quando i banditi capiscono che Ricky non parlerà, lo smembrano legando i suoi arti con delle funi a dei cavalli. Joko inizia così la sua personale guerra per vendicare i suoi compagni morti ed uccide prima Domingo, il traditore, e successivamente parte alla ricerca dei cinque assassini che hanno ucciso Ricky: ad ogni bandito, prima di ucciderlo, Joko lancia un pezzo di corda insanguinato raccolto da quelle usate per smembrare Ricky. Joko però conosce solo quattro dei cinque banditi: la scoperta dell'identità dell'ultimo gli riserverà una amara sorpresa. Durante la caccia agli assassini, Joko dovrà anche capire il ruolo di un misterioso detective che lo segue come un'ombra in tutti i suoi spostamenti.